# Mille bornes (film)
Pour les articles homonymes, voir 1000 bornes et Mille.
Pour plus de détails, voir Fiche technique et Distribution.
Mille bornes est un film français réalisé par Alain Beigel et sorti en 1999.

## Fiche technique
- Titre : Mille bornes
- Réalisation : Alain Beigel
- Scénario : Alain Beigel
- Adaptation : Alain Beigel et Jean-Luc Gaget
- Photographie : Luc Pagès
- Musique : Laurent Coq et Benjamin Raffaelli
- Son : Frédéric de Ravignan
- Décors : Patrick Horel
- Costumes : Jacqueline Bouchard
- Montage : Florence Bon
- Sociétés de production : Gaumont - Magouric Productions
- Pays de production :  France
- Durée : 103 minutes
- Date de sortie : France - 21 avril 1999

## Distribution
- Emma de Caunes : Nina
- Pierre Berriau : Théo
- Raphaël Krepser : Mika
- Nicolas Abraham : Pascal
- Bruno Solo : Jean
- Alain Beigel : Romain
- Roberto Herlitzka : le père
- Valeria Cavalli : l'élégante
- Marc Chapiteau : le commissaire
- Christophe Le Masne : l'inspecteur de police
- Jacques Maillot : l'homme d'église dans l'ascenseur
- Adrienne Pauly : l'hôtesse clinique de jour
- Nanou Garcia : l'hôtesse clinique de nuit
- Daniel Znyk : l'employé de la morgue
- Arnaud Beigel : l'assistant de Théo
- Fabien Malherbe : le costaud à Rungis
- Jean-Luc Gaget : le gendarme
- Laurent Olmedo : le vrp de l'autoroute
- Max Athanase : le douanier suisse
- Bernard Mazzinghi : le prêtre suisse dans l'église rouge
- Marina Foïs
- Léna Diars : l'infirmière